# Kharílaos Vasilákos

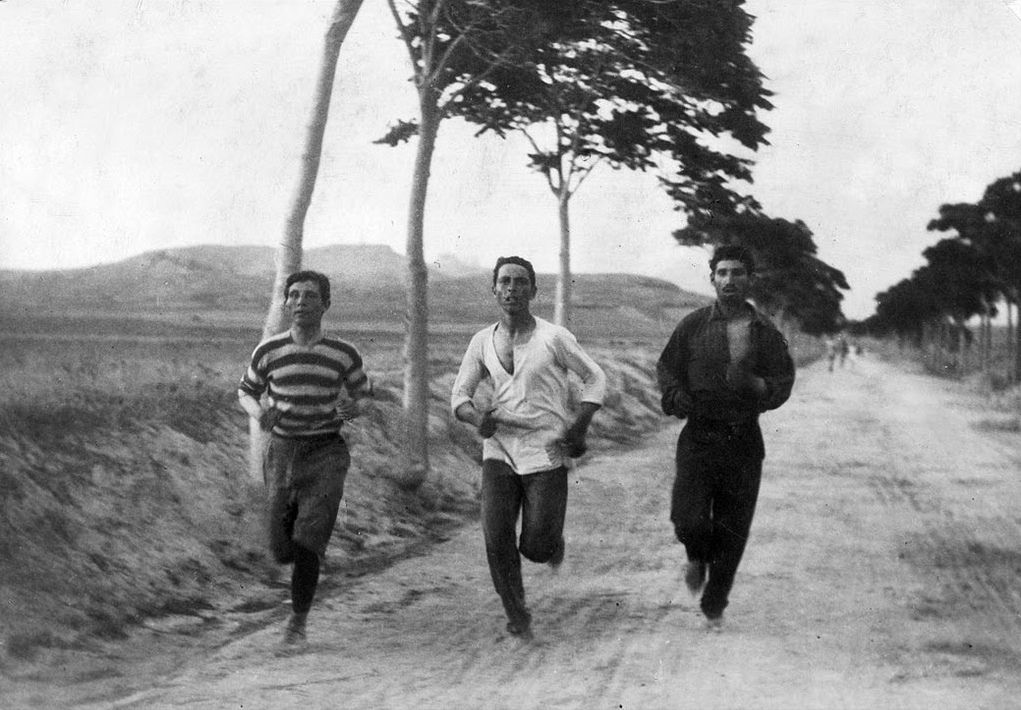
Kharílaos Vasilákos (au centre) s'entraînant pour l'épreuve de marathon des Jeux olympiques de 1896.

Kharílaos Vasilákos (en grec : Χαρίλαος Βασιλάκος), né en 1875 à Le Pirée, Grèce, et mort le 1er décembre 1964 à Athènes, était un athlète grec, vice-champion olympique lors des Jeux olympiques d'été de 1896 à Athènes. Il est le premier homme à remporter un marathon.
Le 22 mars 1896,, la Grèce organise les premiers Jeux panhelléniques modernes. Le premier but de ces jeux est d'aider le pays à préparer une équipe, une sélection pour rivaliser aux Jeux olympiques d'été organisés à Athènes cette même année. La plupart des participants sont de jeunes militaires sélectionnés par leurs officiers pour leurs qualités athlétiques. Vasilákos, né et élevé dans un village de la montagne de Magne (Grèce), a déjà une réputation d'un bon coureur de fond, et il remporte la course en un temps de 3 heures et 18 minutes.
Vasilákos est un des 17 athlètes à s'élancer sur le marathon le 10 avril 1896, il termine à la deuxième place, derrière Spiridon Louis, avec un temps de 3 heures 6 minutes 3 secondes. Seulement neuf athlètes terminent l'épreuve. Les courses font une distance de 40 kilomètres environ et non pas 42,195 kilomètres. C'est en 1921 que la distance est définitivement fixée, en officialisant celle des Jeux olympiques de Londres.

## Palmarès

### Jeux olympiques d'été
- Jeux olympiques d'été de 1896 à Athènes
  -  Médaille d'argent sur le marathon.